# Melastoma ovalifolium
Melastoma ovalifolium är en tvåhjärtbladig växtart som beskrevs av Reinier Cornelis Bakhuizen van den Brink. Melastoma ovalifolium ingår i släktet Melastoma och familjen Melastomataceae. Inga underarter finns listade i Catalogue of Life.